# Leo II. (Byzanz)
Leo II. (mittelgriechisch Λέων Βʹ, * August/September 467; † 17. November 474) war kurze Zeit (474) byzantinischer Kaiser.
Leo war der Sohn Zenons und Ariadnes (der Tochter Leos I. und Verinas). Einige Monate nach der Beseitigung des Patricius wurde er als nächster männlicher Verwandter Leos I. im Oktober 472 zum Caesar und Thronfolger erhoben. Ein Jahr später, wahrscheinlich am 17. November 473, avancierte der Knabe zum Augustus und Mitkaiser. Bezeugt ist in diesem Zusammenhang, dass ihm die Bevölkerung von Konstantinopel auf Griechisch, die versammelten Soldaten hingegen auf Latein zujubelten.
Nach dem Tod seines Großvaters am 18. Januar 474 übernahm der junge Leo nominell die Alleinherrschaft, doch schon am 29. Januar wurde sein Vater Zenon von ihm zum Mitkaiser gekrönt. In seine zehnmonatige Regierungszeit fällt die Erhebung des Julius Nepos zum letzten legitimen weströmischen Kaiser. Leo starb im November 474 an einer unbekannten Krankheit und hinterließ Zenon als Alleinherrscher im Osten.